# Järvö, Kyrkslätt
Järvö är en ö i Finland. Den ligger i kommunen Kyrkslätt i landskapet Nyland, i den södra delen av landet, 30 km sydväst om  Helsingfors.